# Israelische Badmintonmeisterschaft 1998
Die Israelische Badmintonmeisterschaft 1998 war die 22. Austragung der nationalen Titelkämpfe von Israel im Badminton. Svetlana Zilberman (* 1958) gewann ihr neuntes Triple.

## Finalresultate
| Disziplin    | Sieger                            | Finalist                            | Ergebnis            |
| ------------ | --------------------------------- | ----------------------------------- | ------------------- |
| Herreneinzel | Paz Ben-Sira                      | Leon Pugach                         | 18-14, 10-15, 18-14 |
| Dameneinzel  | Svetlana Zilberman                | Shirley Daniel                      | 11-0, 11-1          |
| Herrendoppel | Leon Pugach Eli Raymond           | Dani Schneidman Paz Ben-Sira        | 2-0                 |
| Damendoppel  | Svetlana Zilberman Shirley Daniel | Ira Srabrinski Sigalit Vazana-Moses | 2-0                 |
| Mixed        | Leon Pugach Svetlana Zilberman    | Paz Ben-Sira Shirley Daniel         | 2-0                 |